# Sydney Johnson
Sydney Johnson, född i början av 1920-talet på Andros, Bahamas, död 17 januari 1990 i Paris, var en betjänt som arbetade för prins Edward, hertig av Windsor, tidigare kung Edvard VIII av Storbritannien, och hans hustru Wallis , hertiginna av Windsor, i över trettio år. Johnson var 16 år när han fick anställning hos Edvard som då var guvernör i Bahamas. Senare arbetade han på Hôtel Ritz i Paris. Johnson arbetade senare i livet för affärsmannen Mohamed Al-Fayed.
Johnson var gift med en fransyska och hade fyra barn.
I TV-serien The Crown porträtteras Johnson som ung av Joshua Kekana och som äldre av Jude Akuwudike.